# 柏木町 (伊丹市)
柏木町（かしわぎちょう）は、兵庫県伊丹市の町名。現行の行政地名は柏木町一丁目から柏木町三丁目。住居表示は未実施。2011年（平成23年）10月1日現在の人口は805人。郵便番号664-0863。

## 地理
伊丹市の最南端。伊丹の市域としては尼崎市に対して半島のように突き出していて、北を若菱町（伊丹市域と接しているのはここのみ）、東を尼崎市塚口本町、南から西の広い範囲を尼崎市塚口町と接する。市街地は塚口地域と一体化しており、特に塚口神社境内とは市境で隣接している。
町内の全域が伊丹市立南小学校および南中学校の校区に属する。

## 歴史
旧大字南野の一部。1965年（昭和40年）に南野より分離して、柏木町1〜3丁目の町丁を設定した。

### 地名の由来
1丁目にある柏木古墳に由来する。現在は古墳の盛土部分が共同墓地に転用されており、伝承では奈良時代に行基が村人に火葬の方法を伝授したのが共同墓地の起こりとされている。

## 交通
町内を阪急伊丹線が通過しているが駅はなく、塚口駅が近接する最寄り駅となるが、駅間のほぼ中間にあたるため稲野駅も利用可能。
町の南部に兵庫県道606号線が横切っているが、町内には伊丹市バスや阪急バスの停留所は設置されていない。伊丹市バスの最寄り停留所は、県道142号線沿いの尼崎市内にある塚口小学校前停留所である。

## 施設
- 柏木古墳（南野墓地）
- 日本バプテスト連盟伊丹キリスト教会

町内に伊丹市の共同利用施設（公民館）は無く、行事や選挙に際しては若菱町2丁目の若菱柏木センターを使用する。